# Portsalon
Portsalon è una località nella penisola del Donegal occidentale. Dalla seconda metà del XX secolo è diventata una nota località turistica per via della bellezza della costa. Il quotidiano britannico The Observer, ha rilevato come in tale luogo vi sia la seconda spiaggia più bella al mondo.